# Villa Bremer

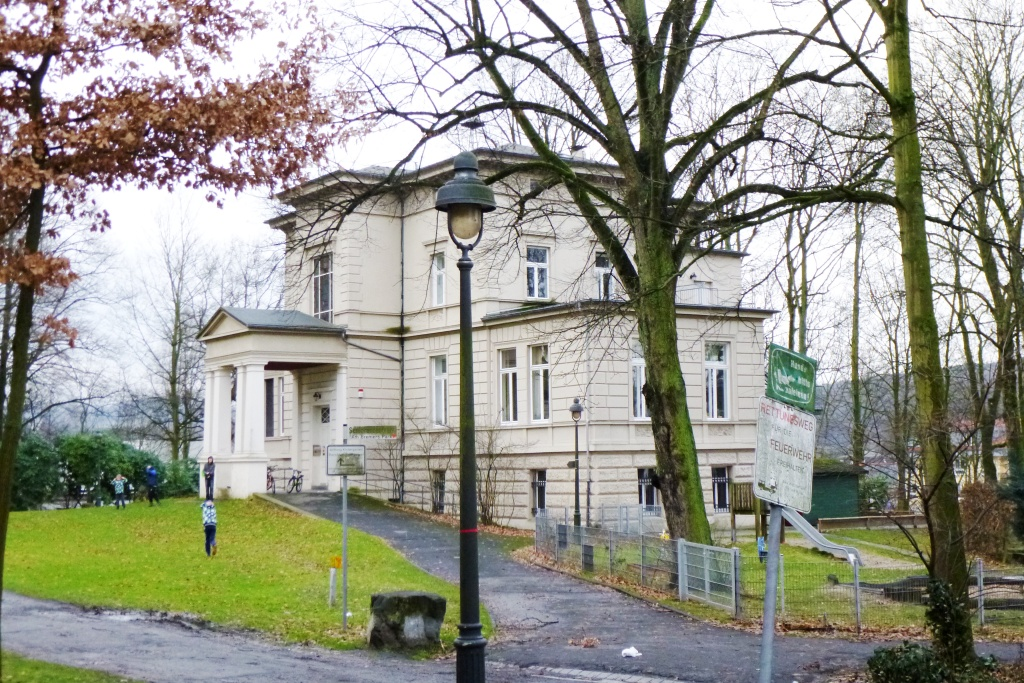
Villa Bremer

Die Villa Bremer im Arnsberger Stadtteil Neheim wurde Ende des 19. Jahrhunderts mit dem umgebenden „Bremers Park“ erbaut. Das Gebäude steht unter Denkmalschutz.

## Beschreibung
Der Unternehmer Hugo Bremer ließ die Villa umgeben von einem Park 1897 errichten. Ihr Stil wird als nachklassizistisch beschrieben. Der zweigeschossige Bau mit einem eingeschossigen Anbau ist aus schlichten Kuben zusammengesetzt. Bemerkenswert ist die Gestaltung des Mittelrisalits. Dieser wurde zur Überdachung der aufwändigen Vorfahrt gestaltet. Die Wohnfläche war beträchtlich. Von der Innenausstattung ist außer dem Treppenhaus mit Geländer wenig erhalten. Allerdings war Anfang der 1990er Jahre noch die ursprüngliche Verglasung teilweise intakt. Ursprünglich existierte auf dem heute flachgedeckten Bauteil im Südosten ein kubischer Turmaufsatz. Dieser wurde bereits in den 1920er abgerissen. Dieser Bauteil wurde noch im Baujahr des Hauptbaues nachträglich angefügt. Im Sockelgeschoss war ein Pferdestall und darüber ein Musikzimmer untergebracht.
Größere Umbauten im Inneren der Villa mit starken Veränderungen fanden bereits in den frühen 1930er Jahren statt. Es entstanden fünf getrennte Wohnungen. Nach dem Tod Bremers 1947 kaufte die damalige Stadt Neheim-Hüsten zur Unterbringung einer Berufsschule den Bau. Zu diesem Zweck fanden im Inneren erneut erhebliche Umbauten statt. Auch wurde der Wintergarten überdacht. Seit 1963 wurde das Gebäude von der Volkshochschule genutzt. Auch befand sich bis 1975 die Stadtbücherei in dem Bau. Nach dem Auszug der VHS 1979 wurde die geplante Einrichtung eines Leuchtenmuseums nicht umgesetzt. Der Bau wird heute als Kindertageseinrichtung genutzt, die auch als Familienzentrum zertifiziert ist.